# Potamium pacimoniense
Potamium pacimoniense là một loài rêu trong họ Sematophyllaceae. Loài này được Spruce ex Mitt. mô tả khoa học đầu tiên năm 1869.